# 邓云襄
鄧雲襄（?年—1865年），廣東省顺德县龍山（今广东省佛山市顺德区龍江龍山）人，清朝地方官。
清朝同治三年（1864年）至同治四年（1865年） ，任廣西省泗城府(今广西壮族自治区凌云县)知府。同治三年, 前任泗城知府吴其逵失泗城與反清教民廖萬福(廖萬服)被撤职。廣西巡撫張凱嵩徵召鄧雲襄署泗城知府，督率兵團。實力進剿。同治四年，終擒得廖萬服、楊通潮等。 同治四年十二月，雲襄公病逝於任內。朝廷制誥追贈太僕寺卿、中議大夫銜。 其知府之職為同知陳燮埏署代理。